# Comaster schlegelii
Комастер Шлегеля (лат. Comaster schlegelii) — вид морских лилий семейства Comatulidae отряда Comatulida.

## Описание
Комастер Шлегеля держит своё тело в расщелинах рифов, наружу торчат только лучи. От туловища растут только пяти лучей, а каждый из пяти лучей раздвоен. Эти лучи очень гибкие и легко сворачиваются. Есть пиннулы по краям лучей. А с нижней стороны у комастера Шлегеля имеются цирры для прикрепления ко дну, однако к старости цирры у комастера Шлегеля исчезают. Цвет бывает бледно-коричневый, бывает зелёный, а на лучах могут быть оранжевые, белые и чёрные полоски. Благородный комастер отличается окраской от комастера Шлегеля, но генетически оба комастера являются одним видом.

## Ареал
Комастер Шлегеля обитает в Тихом океане, вокруг островов Папуа-Новая Гвинея и Фиджи, а также южного конца Японии.